# Argentina als Jocs Paralímpics
Argentina ha participat en els Jocs Paralímpics des de la seva primera edició a Roma en 1960. El país està representat pel Comitè Paralímpic Argentí. D'altra banda, va fer el seu debut en les edicions d'hivern en els Jocs Paralímpics de Vancouver de 2010 i des de llavors ha participat en totes les edicions.
Les delegacions argentines van obtenir un total de 146 medalles en els jocs, de les quals 30 són d'or, 59 de plata i 57 de bronze. Totes van ser guanyades en edicions d'estiu. L'Argentina se situa número 30 en el medaller històric dels Jocs Paralímpics.

## Medalles
| Jocs            |    |    |    | Total |
| Roma 1960       | 2  | 3  | 1  | 6     |
| Tòquio 1964     | 6  | 14 | 16 | 36    |
| Tel-Aviv 1968   | 10 | 10 | 10 | 30    |
| Heidelberg 1972 | 2  | 4  | 3  | 9     |
| Toronto 1976    | 3  | 4  | 7  | 14    |
| Arnhem 1980     | 4  | 5  | 6  | 15    |
| Nova York 1984  | 0  | 0  | 0  | 0     |
| Seül 1988       | 0  | 7  | 2  | 9     |
| Barcelona 1992  | 1  | 1  | 0  | 2     |
| Atlanta 1996    | 2  | 5  | 2  | 9     |
| Sydney 2000     | 0  | 2  | 3  | 5     |
| Atenes 2004     | 0  | 2  | 2  | 4     |
| Pequín 2008     | 0  | 1  | 5  | 6     |
| Londres 2012    | 0  | 1  | 4  | 5     |
| Total           | 30 | 59 | 61 | 150   |

## Jocs d'Estiu

### Roma 1960
La participació de l'Argentina en els Jocs Paralímpics de Roma 1960 va ser la primera actuació paralímpica dels esportistes argentins en, la també, primera edició dels Jocs Paralímpics. La delegació argentina va presentar nou esportistes en vuit esports, dels quals quatre eren dones. L'equip paralímpic va obtenir dos medalles d'or, tres de plata i una de bronze. En el medaller general va ocupar la posició número deu sobre duvuit països participants, sent l'únic país llatinoamericà i l'únic també de parla hispana. Totes les medalles van ser obtingudes en natació.

### Tòquio 1964
La participació de l'Argentina en els Jocs Paralímpics de Tòquio 1964 va ser la segona actuació paralímpica dels esportistes argentins en, la també, segona edició dels Jocs Paralímpics. La delegació argentina es va presentar en cinc esports, amb 24 esportistes, dels quals sis eren dones. L'equip paralímpic va obtenir sis medalles d'or, cartoze de plata i setze de bronze, aconseguint un total de 36 medalles paralímpiques, la major quantitat de la seva història. Argentina va ocupar la vuitena posició en el medaller general, sobre vint països participants, sent l'únic país llatinoamericà i l'únic també de parla hispana. Es van destacar entre els esportistes més premiats dels Jocs Jorge Diz amb sis medalles i Silvia Cochetti amb cinc medalles. Juan Sznitowski i Susana Olarte van obtenir cadascun quatre medalles. La delegació argentina va obtenir medalles en natació, atletisme, halterofília, tennis de taula i básquetbol.

### Tel-Aviv 1968
La participació de l'Argentina en els Jocs Paralímpics de Tel-Aviv 1968 va ser la tercera actuació paralímpica dels esportistes argentins en, la també, tercera edició dels Jocs Paralímpics. La delegació argentina es va presentar en quatre esports, amb 22 esportistes, dels quals set eren dones. L'equip paralímpic va obtenir deu medalles d'or -la major quantitat en la història-, deu de plata i deu de bronze, aconseguint un total de 30 medalles paralímpiques. Argentina va ocupar la novena posició en el medallero general, sobre 28 països participants, sent l'únic país llatinoamericà, juntament amb Espanya, els únics de parla hispana.
La delegació argentina va obtenir medalles en atletisme (25), natació (4) i básquetbol (1). L'equip paralímpic d'atletisme va sortir tercer en el medaller de l'esport i segon en les competències femenines. Entre els esportistes més premiats es van destacar Silvia Cochetti amb vuit medalles en tres esports diferents, Dina Galíndez amb sis medalles i Susana Olarte amb cinc medalles.